# Lug (Bronkow)

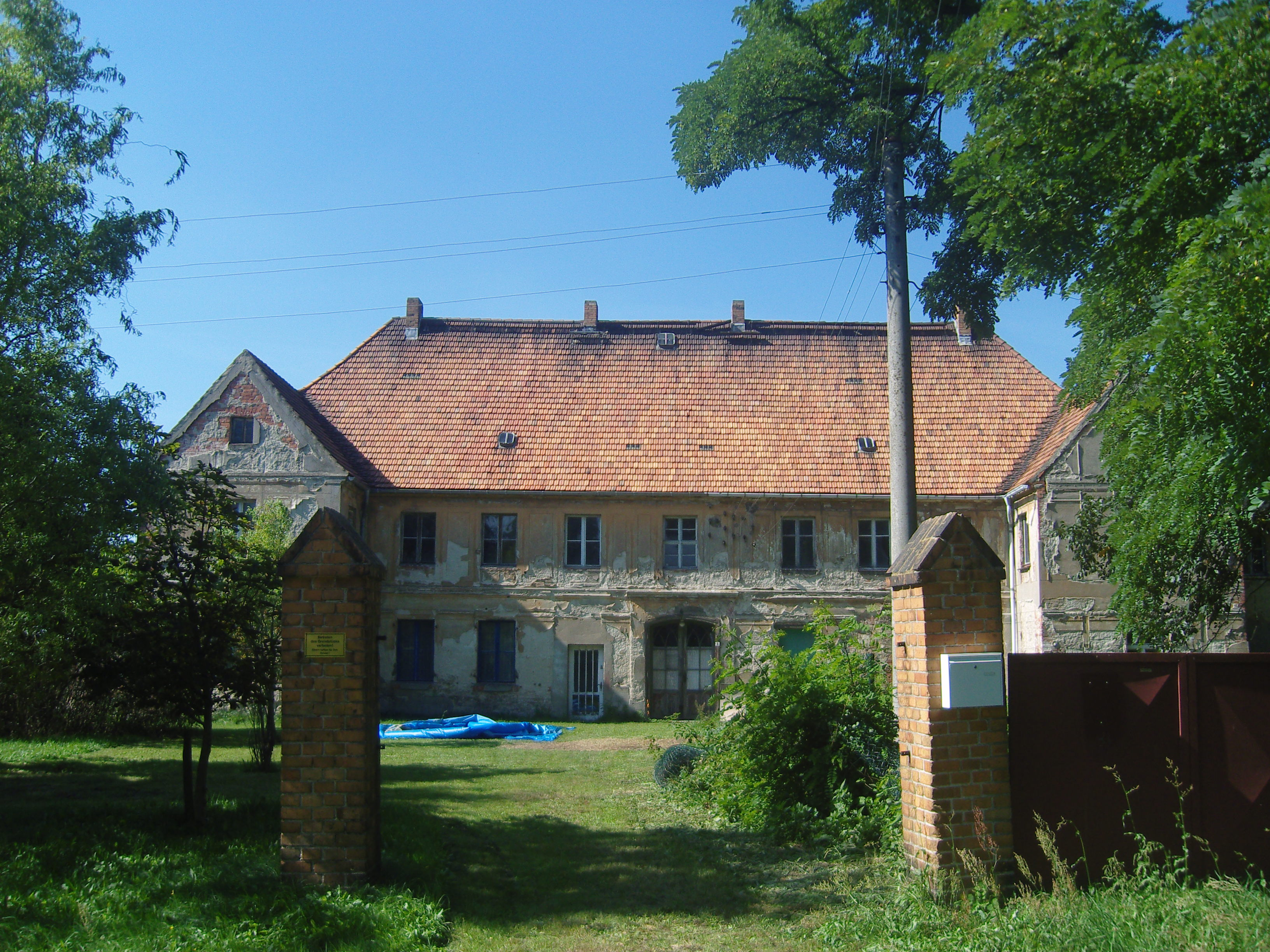
Gutshaus

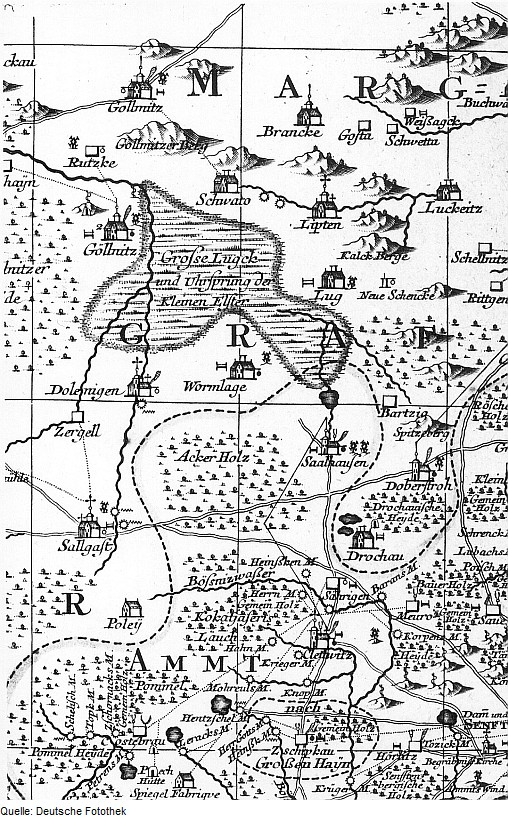
Lug auf einer Karte aus dem Jahr 1757

Lug (niedersorbisch Ług) ist ein Ort im südbrandenburgischen Landkreis Oberspreewald-Lausitz. Er gehört zur Gemeinde Bronkow im Amt Altdöbern.

## Lage
Lug liegt in der Niederlausitz. Nördlich des Dorfes liegt der Ort Lipten, der wie Lug zur Gemeinde Bronkow gehört. Im Osten grenzt Lug an Rettchensdorf und den Großräschener Ortsteil Woschkow. Südlich liegen die Großräschener Ortsteile Freienhufen und Wormlage. Im Westen folgen die Orte Dollenchen und Göllnitz, die bereits zum Landkreis Elbe-Elster gehören.
Bei Lug entsteht die Kleine Elster aus dem Lugkanal und dem Mühlengraben.

## Geschichte

### Ortsgeschichte
Lug wurde 1460 erstmals urkundlich als Lugk erwähnt. Der Name leitet sich vom niedersorbischen Wort für eine sumpfige Niederung (Wiesengrund oder Grassumpf) ab. Von 1460 bis 1527 waren die Köckritze Besitzer des Ortes. Kaspar von Köckritz wird 1527 mit dem Rittergut Seese belehnt. Lug gehörte zu dem Lehn, das von der Krone Böhmens an ihn vergeben wurde. Im Jahr 1541 bezeichnete man den Ort als Luck, Besitzer war die Familie von Schulenburg. Wie die gesamte Niederlausitz gehörte der Ort bis zum Dreißigjährigen Krieg zum Königreich Böhmen und gelangte dann an das Kurfürstentum Sachsen. In den Jahren 1653 und 1659 wurde die Familie von Klitzing als Besitzer genannt. Eingepfarrt war Lug nach Lipten, das eine Tochterkirche von Göllnitz war. Nach dem Wiener Kongress kam Lug an das Königreich Preußen. Lug gehörte zum preußischen Landkreis Calau. Der 1848 erbaute Lugkanal ermöglichte die Nutzung des südlich des Ortes gelegenen gleichnamigen Torfgebietes. Im Jahr 1864 gab es im Ort eine Schäferei, eine Schänke (Lugkschänke) und zwei Windmühlen. Im Jahr 1900 brach in Lug erneut ein Feuer aus, bei dem drei Gehöfte, ein Stall und ein Gutsarbeiterhaus zerstört wurden. Im Jahr 1910 erwarb Heinrich Graf von Witzleben das Gut. Von 1916 bis 1920 wurde in Lug eine Separation durchgeführt, bei der die kleinen Feldparzellen zu größeren Feldschlägen umgewandelt wurden. An das elektrische Stromnetz schloss man Lug im Jahr 1928 an. Am 26. Juli 1929 gründete sich die Freiwillige Feuerwehr. Seit 1937 wird der Ort Lug ohne k geschrieben.
Nach dem Zweiten Weltkrieg blieb Lug beim 1952 neugegründeten Kreis Calau. Am 26. Oktober 2003 schloss sich Lug mit den Orten Lipten und Bronkow zur Gemeinde Bronkow zusammen.

### Einwohnerentwicklung
| Einwohnerentwicklung in Lug von 1875 bis 2002 | Einwohnerentwicklung in Lug von 1875 bis 2002 | Einwohnerentwicklung in Lug von 1875 bis 2002 | Einwohnerentwicklung in Lug von 1875 bis 2002 | Einwohnerentwicklung in Lug von 1875 bis 2002 | Einwohnerentwicklung in Lug von 1875 bis 2002 | Einwohnerentwicklung in Lug von 1875 bis 2002 | Einwohnerentwicklung in Lug von 1875 bis 2002 | Einwohnerentwicklung in Lug von 1875 bis 2002 | Einwohnerentwicklung in Lug von 1875 bis 2002 | Einwohnerentwicklung in Lug von 1875 bis 2002 | Einwohnerentwicklung in Lug von 1875 bis 2002 | Einwohnerentwicklung in Lug von 1875 bis 2002 | Einwohnerentwicklung in Lug von 1875 bis 2002 |
| Jahr                                          | Einwohner                                     | Jahr                                          | Einwohner                                     | Jahr                                          | Einwohner                                     | Jahr                                          | Einwohner                                     | Jahr                                          | Einwohner                                     | Jahr                                          | Einwohner                                     | Jahr                                          | Einwohner                                     |
| --------------------------------------------- | --------------------------------------------- | --------------------------------------------- | --------------------------------------------- | --------------------------------------------- | --------------------------------------------- | --------------------------------------------- | --------------------------------------------- | --------------------------------------------- | --------------------------------------------- | --------------------------------------------- | --------------------------------------------- | --------------------------------------------- | --------------------------------------------- |
| 1875                                          | 277                                           | 1933                                          | 274                                           | 1964                                          | 231                                           | 1989                                          | 148                                           | 1993                                          | 167                                           | 1997                                          | 164                                           | 2001                                          | 168                                           |
| 1890                                          | 205                                           | 1939                                          | 281                                           | 1971                                          | 221                                           | 1990                                          | 150                                           | 1994                                          | 170                                           | 1998                                          | 166                                           | 2002                                          | 165                                           |
| 1910                                          | 261                                           | 1946                                          | 345                                           | 1981                                          | 176                                           | 1991                                          | 159                                           | 1995                                          | 164                                           | 1999                                          | 182                                           |                                               |                                               |
| 1925                                          | 248                                           | 1950                                          | 323                                           | 1985                                          | 164                                           | 1992                                          | 164                                           | 1996                                          | 169                                           | 2000                                          | 167                                           |                                               |                                               |

## Kultur und Sehenswürdigkeiten
In Lug befindet sich ein denkmalgeschütztes Gutshaus.

## Wirtschaft und Infrastruktur
Östlich des Ortes verläuft die Bundesautobahn 13.